# الإمبراطورية البريطانية في الحرب العالمية الثانية

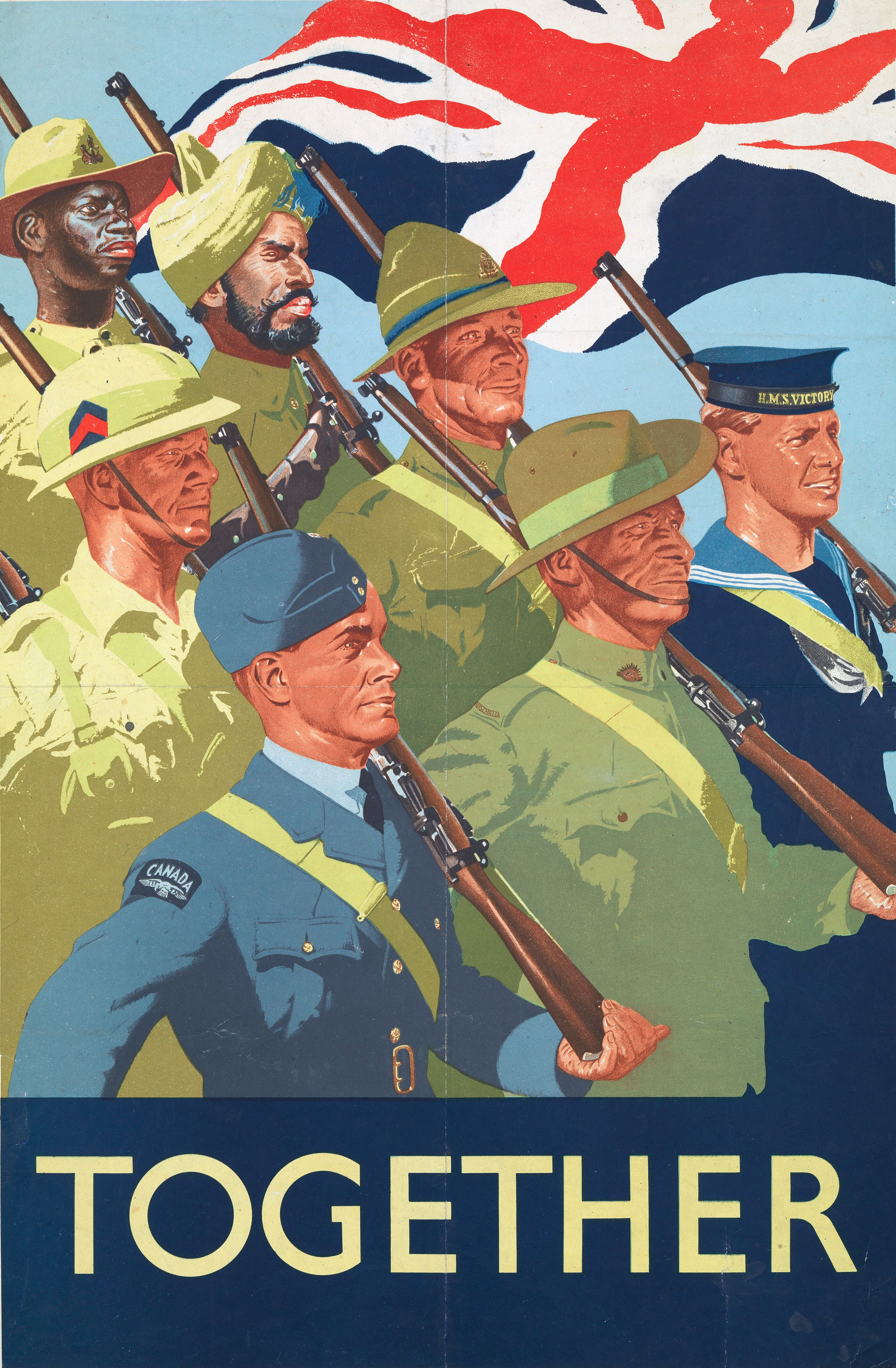

وقتما أعلنت المملكة المتحدة الحرب على ألمانيا النازية عند بداية الحرب العالمية الثانية في سبتمبر من عام 1939، كانت المملكة المتحدة تسيطر بدرجات متفاوتة على مستعمرات ملكية، ومحميات، والإمبراطورية الهندية. حافظت أيضًا على روابط سياسية فريدة مع أربعة من الدومينيونات الخمسة – أستراليا، كندا، جنوب إفريقيا، ونيوزيلندا – باعتبارها أعضاء شركاء (مع بريطانيا) في «الكومنولث البريطاني» آنذاك. في عام 1939، شكّلت إمبراطورية بريطانيا والكومنولث سوية قوة عالمية تتمتع بسلطة سياسية واقتصادية مباشرة أو فعلية على 25% من سكان العالم، و30% من مساحة أرضه.
كانت مساهمة الإمبراطورية البريطانية والكومنولث فيما يتعلق بالعديد والعتاد محورية بالنسبة لمجهود الحلفاء الحربي. بين سبتمبر عام 1939 وحتى منتصف عام 1942، قادت بريطانيا قوات الحلفاء في مسارح عسكرية عالمية متعددة. حارب الكومنولث، والقوات الهندية الاستعمارية والإمبراطورية، التي بلغ عديدها 15 مليون رجل وامرأة في الخدمة، الجيوش الألمانية والإيطالية واليابانية وغيرها من جيوش دول المحور وأسلحة طيرانها وبحريتها عبر أوروبا، وإفريقيا، وآسيا، وفي البحر الأبيض المتوسط وفي المحيطات الأطلنطي والهندي والهادئ والقطبي الشمالي. عملت قوات الكومنولث المتمركزة في بريطانيا عبر شمال غرب أوروبا على إبطاء أو إيقاف تقدم دول المحور. قاتل سلاح جوّ الكومنولث اللوفتفافه إلى حالة توقف تام فوق بريطانيا، وقاتلت جيوش الكومنولث القوات الإيطالية ودمرتها في شمال وشرق إفريقيا واحتلت عدة مستعمرات خلف البحار في الدول الأوروبية المحتلة من قبل ألمانيا. عقب اشتباكات ناجحة مع قوات دول المحور، غزت قوات الكومنولث ليبيا، وصوماليلاند الإيطالية، وإريتيريا، وإثيوبيا، وإيران، والعراق، وسوريا، ولبنان، وآيسلندا، وجزر فارو، ومدغشقر.
تمكن الكومنولث من هزيمة دول المحور أو إعاقتها أو إبطاءها لمدة ثلاث سنوات بينما كان يحشد اقتصاده، وجيشه، والبنى التحتية الصناعية المتكاملة عالميًا، لبناء ما صار في عام 1942 الجهاز العسكري الأكثر كمالًا في الحرب. كانت تكلفة هذه الجهود 150,000 قتيل عسكري، و400,000 جريح، و100,000 أسير، وأكثر من 300,000 قتيل مدني، وخسارة 70 سفينة حربية كبرى، و39 غواصة، و3,500 طيارة حربية، و1,100 دبابة و65,000 آلية. أسس الكومنولث خلال هذه الفترة جيشًا وقدرة صناعية هائلين. صارت بريطانيا نواة قوات الحلفاء الحربية في أوروبا الغربية، واستضافت الحكومات في المنفى في لندن لاستقطاب الدعم لصالح مسعى الحلفاء في أوروبا المحتلة. قدّمت كندا ما يقارب أربعة مليارات دولار أمريكي في مساعدة مالية مباشرة للملكة المتحدة، وبدأت أستراليا ونيوزيلندا بالتحول إلى الإنتاج المحلي لتوفير مساعدة مادية للقوات الأمريكية في المحيط الهادئ. عقب دخول الولايات المتحدة الحرب في ديسمبر من عام 1941، نسق كل من الكومنولث والولايات المتحدة جهودهم العسكرية ومواردهم على الصعيد العالمي. أدى ازدياد مستوى مشاركة جيش الولايات المتحدة وإنتاجها الصناعي، إلى توليها القيادة في العديد من المسارح، مخففة بذلك عن قوات الكومنولث واجبها في أماكن أخرى، وموسعة دائرة القوات الحربية للحلفاء وكثافتها. تطور التعاون مع الاتحاد السوفييتي أيضًا.
مع ذلك، تبين أن تنسيق دفاعات المستعمرات النائية ودول الكومنولث ضد هجمات دول المحورة المتزامنة أمر صعب. تفاقمت هذه الصعوبة جزئيًا بسبب الخلافات حول الأولويات والأهداف، بالإضافة إلى الخلاف حول نشر القوات المشتركة وقيادتها. التجأت حكومتا بريطانيا وأستراليا تحديدًا إلى الولايات المتحدة طلبًا للدعم. رغم أن كلًا من بريطانيا ودول الكومنولث قد خرجت من الحرب منتصرة، وأن الأراضي المحتلة عادت إلى الحكم البريطاني، لكن نفقات الحرب والحماسة الوطنية التي أججتها صارت محفزًا لإنهاء الاستعمار وهو ما حدث في العقود اللاحقة.

## خطط الدفاع في فترة ما قبل الحرب
منذ عام 1923، تمحور الدفاع عن المستعمرات والمحميات البريطانية في شرق آسيا وشمالها الشرقي حول «إستراتيجية سنغافورة». سبب هذا الافتراض بأن بريطانيا قادرة على إرسال أسطول إلى قاعدتها البحرية في سنغافورة خلال يومين أو ثلاثة أيام بعد حدوث هجوم ياباني، في حين يُعتمد على فرنسا لتقدم المساعدة في آسيا عبر مستعمراتها في الهند الصينية والمساعدة في الدفاع عن الأراضي البريطانية في منطقة البحر المتوسط في حال نشوب حرب مع إيطاليا. لم يتوقع مخططو مرحلة ما قبل الحرب سقوط فرنسا أمام الاحتلال النازي، وخسارة السيطرة على بحر المانش، وتوظيف الموانئ الفرنسية على الأطلنطي كقواعد متقدمة لليوبوتات، ما هدد بريطانيا ذاتها مباشرة، وفرض جعل إعادة تقييم جسيمة لأولويات الدفاعات البحرية.
خلال ثلاثينيات القرن العشرين، بزغ تهديد ثلاثي للكومنولث البريطاني في هيئة حكومات يمينية ذات نزعة عسكرية في ألمانيا وإيطاليا واليابان. هددت ألمانيا بريطانيا نفسها، في حين تركزت الطموحات الإمبريالية الإيطالية واليابانية على الصراع مع الوجود الإمبراطوري البريطاني في منطقة البحر المتوسط وشرق آسيا على التوالي. مع ذلك، لم يكن ثمة خلافات في الرأي ضمن المملكة المتحدة والدومينيونات بالنسبة لما كان يشكّل التهديد الأكثر خطرًا، وإذا ما كان سينشب أي هجوم مصدره أكثر من قوة واحدة في الوقت نفسه.

## إعلان الحرب على ألمانيا
في الأول من سبتمبر من عام 1939، غزت ألمانيا بولندا. بعد يومين، في الثالث من سبتمبر، وعقب تجاهل إنذار نهائي وجهته بريطانيا إلى ألمانيا لوقف العمليات العسكرية، أعلنت كل من بريطانيا وفرنسا الحرب على ألمانيا. ألزمَ إعلان بريطانيا الحرب بصورة تلقائية الهند، والمستعمرات الملكية والمحميات، لكن منح مرسوم ويستمنستر الصادر في عام 1931 الاستقلال الذاتي للدومينيونات لتقرر كل واحدة منها مسارها المنفصل.
انضم رئيس الوزراء الأسترالي روبرت منزيس مباشرة إلى الإعلان البريطاني في الثالث من سبتمبر، مؤمنًا بأنه ينطبق على كل أتباع الإمبراطورية والكومنولث. تبعتها نيوزيلندا إلى المجموعة بالتزامن، وفي التاسعة والنصف ظهرًا من يوم الثالث من سبتمبر (بالتوقيت المحلي)، بعد أن استشار بيتر فرازير مجلس الوزراء؛ وعلى الرغم من أن غرق بث تشامبرلين في التشويش قد أدى إلى تأخير مجلس الوزراء (بقيادة فرازير لكون رئيس الوزراء مايكل سافيج مريضًا مرض وفاته) حتى أوعزت الأميرالية للأسطول بالاستنفار في حالة حرب، ثم إعادة تأريخ الإعلان إلى التاسعة والنصف مساءً. استغرقت جنوب إفريقيا ثلاثة أيام حتى اتخذت القرار (في السادس من سبتمبر)، إذ فضّل رئيس الوزراء الجنرال جيه. بي. إم هيرتزوغ الحياد لكنه هُزم مقابل الأصوات المؤيدة للحرب في برلمان الوحدة، بقيادة جان سموتس، الذي استُبدل بهيرتزوغ حينها. أعلن رئيس الوزراء الكندي ماكينزي كينغ دعم بريطانيا في يوم الإعلان البريطاني، لكنه صرح أيضًا أن أمر اتخاذ القرار الرسمي عائد للبرلمان، الذي فعل كذا بعد أسبوع في العاشر من ستمبر. بقيت أيرلندا، التي بقيت دومينيونًا حتى عام 1937 محايدة.